# 박원홍 (축구 선수)
박원홍(1984년 4월 7일 ~ )은 대한민국의 전직 축구 선수이자 현 축구 지도자로 현역 시절 울산 현대, 대전 코레일 등에서 미드필더로 활동했으며 현재 용인대학교 축구팀 코치를 맡고 있다.

## 클럽 경력
- 박원홍 K리그 기록 – 한국프로축구연맹